# 스마일리

스마일리.

스마일리(영어: smiley)는 노란 원형에 웃는 얼굴이 그려진 캐릭터이다. 그래픽 이모티콘으로 변형되는 스마일리이다.
1997년 니콜라스 루프라니(Nicolas Loufrani)는 모바일 기술 내에서 문자형식의 ascii 이모티콘 사용의 성장을 인식하여 디지털에서 대화형에 보다 효과적으로 사용될 수 있는 생생한 스마일리 얼굴모양을 실험하기 시작했는데, 단순한 구두점으로 구성되는 기존 문자형식의 ascii 이모티콘에 대응하는 화려한 아이콘을 만들고자 했다. 이를 통해 루프라니는 온라인 이모티콘 사전을 편찬하여 이모티콘을 클래식, 기분 표현, 깃발, 축하, 재미, 스포츠, 날씨, 동물, 음식, 국가, 직업, 행성, 별자리, 아기 등 범주를 구분하여 분류하였으며, 이러한 디자인은 1997년 미국저작권협회(The United States Copyright Office)에 처음 등록되었고, 이후 1998년에는 이 아이콘들이 웹상에 .gif 파일로 게시되어, 처음으로 기술에 사용된 그래픽 이모티콘이 되었다.
2000년에는 사용자들이 smileydictionary.com을 통해 인터넷에서 루프라니가 만든 이모티콘 사전을 휴대폰으로 다운로드할 수 있게 되었으며, 여기에는 1,000개 이상의 스마일리 그래픽 이모티콘과 그 ascii 버전이 컴파일되어있었다. 이와 동일한 사전은 이후 2002년에 마리부(Marabout) 출판사의 디코 스마일리(Dico Smileys)라는 책으로 출판되었다.
2001년 스마일리社(Smiley Company)는 루프라니의 그래픽 이모티콘을 노키아, 모토로라, 삼성, SFR(보다폰), 스카이 텔레미디어 등 여러 통신기업에서 휴대폰 이모티콘으로 다운받아 사용할 수 있도록 하는 권리를 라이선스하기 시작했다.

## 같이 보기
- 이모티콘
- 미소